# Ben Lewis
Ben Lewis (Londra, 28 settembre 1979) è un attore e cantante australiano, noto soprattutto come interprete di musical.

## Biografia
Dopo aver fatto il suo debutto teatrale a Sydney in The Windows Project nel 2005, Lewis ha recitato nei musical Urinetown e Priscilla: the Queen of the Desert in diverse produzioni e tour australiani. Nel 2009 recita nella produzione della Sydney Opera House del musical A Little Night Music, mentre nel 2012 ottiene il successo quando interpreta il Fantasma dell'Opera nella prima australiana del musical di Andrew Lloyd Webber Love Never Dies.
In seguito al successo di Love Never Dies, Lewis lasciò l'Australia e debuttò sulle scene londinesi nel dicembre 2013, nella produzione della Menier Chocolate Factory di Candide con Fra Fee. In seguito ha recitato nel Regno Unito anche in Thérèse Raquin (Londra, 2014), Forbidden Broadway (Londra, 2014), Love Me Tender (tour britannico, 2015) e Annie Get Your Gun (Sheffield, 2016). Nel 2017 debutta nel West End quando torna ad interpretare il Fantasma dell'Opera, questa volta nell'omonimo musical in scena all'His Majesty's Theatre; Lewis resta nella produzione per un anno, quando lascia lo show per unirsi al cast del musical di Stephen Sondheim Company in scena al Gielgud Theatre con Patti LuPone e la regia di Marianne Elliot. Nel 2020 è il protagonista Frank nella tournée britannica dell'adattamento teatrale di Guardia del corpo.

## Filmografia

### Cinema
- Scott Pigrim vs. the World, regia di Edgar Wright (2010)
- Sognando Alaska regia di Bill Taylor (2014)
- L'assistente della star (The High Note), regia di Nisha Ganatra (2020)

### Televisione
- Le sorelle McLeod - serie TV, 1 episodio (2001)
- The Russell Girl - Una vita al bivio (The Russell Girl), regia di Jeff Bleckner – film TV (2008)
- Doctors - serie TV, 1 episodio (2013)

- EastEnders - serie TV, 1 episodio (2020)
- Scott Pilgrim - La serie - serie animata (2023)